# Blood and wine, laberint criminal
Blood and wine: laberint criminal (títol original en anglès: Blood and Wine) és una pel·lícula estatunidenca de Bob Rafelson estrenada el 1996 i doblada al català.

## Argument
Res no permetia preveure que Alex Gates, pròsper negociant de vins a Miami, robaria un dels seus millors clients... Un milió de dòlars en un collaret de diamants.
Amb l'ajuda interessada de Gabriella i d'un vell còmplice, Victor Spansky, Alex porta amb habilitat el seu robatori, no li queda més que a anar ràpidament a Nova York amb la Gabriella, per tal de desfer-se del collaret, però Suzanna, la seva dona, el reté per matar-lo. Embogida, fuig amb la maleta on era amagat el collaret ! Victor i Alex es llancen a perseguir-la...

## Repartiment
- Jack Nicholson: Alex Gates
- Stephen Dorff: Jason
- Jennifer Lopez: Gabriela «Gabby»
- Judy Davis: Suzanne
- Michael Caine: Victor 'Vic' Spansky
- Harold Perrineau: Henry
- Robyn Peterson: Dina Reese
- Mike Starr: Mike
- John Seitz: Mr. Frank Reese
- Marc Macaulay: Guàrdia
- Dan Daily: Todd
- Marta Velasco: Cosina de Gabriela
- Thom Christopher: Joier 1
- Mario Ernesto Sánchez: Artie